# ماگدالنا ۳۱۸
سیارک ۳۱۸ (به انگلیسی: 318 Magdalena) سیصد و هجدهمین سیارک کشف شده‌است که در ۲۴ سپتامبر ۱۸۹۱ و در نیس کشف شد.
قدر مطلق سیارک برابر ۹٫۴۰ است.